# Spirura
Spirura ist eine Gattung der Rollschwänze mit 31 Arten. Sie sind Parasiten bei Primaten sowie Beutel-, Nage- und Fledertieren. Sie haben einen indirekten Lebenszyklus mit einem oder mehreren obligaten Zwischenwirten (gewöhnlich Gliederfüßer).

## Merkmale
Spirura hat die Merkmale der Spirurinae. Die Würmer sind 12,8 bis 18 mm lang und 0,3 bis 0,7 mm dick. Die Mundöffnung ist auf Höhe der seitlichen und submedianen Ausbuchtungen eingeengt, ihr Rand hat keine feine Zahnung. In der Ösophagusregion gibt es bauchseitig ein oder zwei Höcker.

## Systematik
Hodda (2022) ordnet die Gattung in die Tribus Spirurini, Untertribus Spirurinii ein. Die Gattung enthält folgende Arten:
- Spirura arali (Schaldybin, 1961)
- Spirura aurangabadensis Ali & Lovekar, 1967
- Spirura auriti Khalil & Abdul-Salam, 1985
- Spirura carajaensis Da-Costa-Cordeiro, Tiago-De-Vasconcelos-Melo, Maldonado & Nascimento-Dos-Santos, 2015
- Spirura congolensis Vuylsteke, 1956
- Spirura delicata Vicente, Pinto & Faria, 1992
- Spirura dentata Mönnig, 1937
- Spirura diana Ureche & Ureche, 1968
- Spirura diplocyphos Chabaud, Brygoo & Petter, 1965
- Spirura guianensis Ortlepp, 1924
- Spirura herpestis Kalia & Gupta, 1986
- Spirura hipposideros Khalil, 1975
- Spirura infundibuliformis McLeod, 1933
- Spirura khalili Katoch & Kalia, 1991
- Spirura leiperi Gupta & Trivedi, 1985
- Spirura malayensis Quentin & Krishnasamy, 1975
- Spirura manipuri Dey Sarkar & Chatterjee, 2004
- Spirura michiganensis Sandground, 1935
- Spirura moldavica Andreiko, 1969
- Spirura narayani Mirza & Basir, 1938
- Spirura nipponensis Ohbayashi, 1972
- Spirura nycterisi Khalil, 1975
- Spirura petrovi Gubanov, 1964
- Spirura portesiana Campana & Chabaud, 1950
- Spirura rothschildi Seurat, 1915
- Spirura rytipleurites Deslongchamps, 1824
- Spirura spinicaudata Chabaud, 1965
- Spirura talpae Gmelin, 1790
- Spirura tamarini Cosgrove, Nelson & Jones, 1963
- Spirura zapi Erickson, 1938

Synonyme sind Spiruracerca Erickson, 1938, Taphozoia Ali & Lovekar, 1967 und Travassospirura Mönnig, 1938.